# Chang Ming-Huang
Chang Ming-Huang (traditioneel Chinees: 張銘煌, vereenvoudigd Chinees: 张铭煌, pinyin: Zhāng Mínghuáng) (Taichung, 7 augustus 1982) is een professionele Taiwanese atleet, die gespecialiseerd is in het discuswerpen en kogelstoten. Hij nam tweemaal deel aan de Olympische Spelen, waarin hij eenmaal de finale haalde bij het kogelstoten.

## Loopbaan
Vanaf 2006 richtte Chang zich vooral op het kogelstoten. Hij trainde met de Duitse coach Werner Goldmann in Berlijn vanaf juni 2007 tot in 2008 met de Olympische Spelen in Peking. Hij haalde zijn persoonlijke record in 2007 in Engersen, waar hij de kogel naar 20,20 m stootte. Dit was ook meteen het Taiwanese record. 
Op de Olympische Spelen van 2012 in Londen nam hij deel aan het kogelstoten. Met 20,25 in de kwalificatieronde plaatste hij zich voor de finale. Daarin kwam hij niet verder dan 19,99 en eindigde op een twaalfde en tevens laatste plaats.
Tegenwoordig is hij atletiekcoach.

## Titels
- Aziatisch kampioen kogelstoten - 2011
- Wereldkampioen junioren B discuswerpen - 1999

## Persoonlijke records
Outdoor
| Onderdeel    | Prestatie    | Datum            | Plaats  |
| ------------ | ------------ | ---------------- | ------- |
| kogelstoten  | 20,58 m (NR) | 19 augustus 2011 | Athens  |
| discuswerpen | 56,93 m      | 21 oktober 2003  | Bǎnciáo |

Indoor
| Onderdeel   | Prestatie    | Datum           | Plaats |
| ----------- | ------------ | --------------- | ------ |
| kogelstoten | 19,55 m (NR) | 2 november 2009 | Hanoi  |

## Prestaties

### kogelstoten
- 1999: 9e in kwal. WK jeugd - 17,30 (5 kg)
- 2006:  Aziatische Spelen - 19,45 m
- 2007: 4e Aziatische indoorspelen - 17,93 m
- 2007:  Aziatische kamp. - 19,66 m
- 2007:  Universiade - 19,36 m
- 2007: 16e in kwal. WK - 18,53 m
- 2008: 21e in kwal. WK indoor - 17,73 m
- 2008: 21e in kwal. OS - 17,43 m
- 2009:  Aziatische indoorspelen - 19,55 m
- 2009: 8e Universiade - 18,42 m
- 2009:  Aziatische kamp. - 19,34 m
- 2009:  Oost-Aziatische Spelen - 18,33 m
- 2010:  Aziatische Spelen - 19,48 m
- 2011:  Aziatische kamp. - 20,14 m
- 2011: 11e in kwal. WK - 19,60 m
- 2012: 21e in kwal. WK indoor - 18,75 m
- 2012: 12e OS - 19,99 m

### discuswerpen
- 1999:  WK jeugd - 64,14 (1,5 kg)
- 2000: 13e in kwal. WJK - 48,07 m
- 2001:  Oost-Aziatische Spelen - 55,88 m
- 2002: 6e Aziatische kamp. - 52,94 m
- 2005: 10e Aziatische kamp. - 52,75 m
- 2009:  Oost-Aziatische Spelen - 54,92 m